# Paul Richter
Pour les articles homonymes, voir Richter.
Paul Richter (né le 1er avril 1895 à Vienne et mort le 30 décembre 1961 dans la même ville) est un acteur autrichien.

## Biographie
Le rôle le plus célèbre de Paul Richter reste celui de Siegfried dans le film de Fritz Lang : Les Nibelungen : La Mort de Siegfried (1924).

## Filmographie
- 1918 : Das Lied der Colombine d'Emil Justitz : Geheimrat Sehring
- 1920 : Prinz und Tänzerin de Peter Paul Felner
- 1920 : Der Henker von Sankt Marien de Fritz Freisler : Henker
- 1920 : Gefesselt de Peter Paul Felner : Percy
- 1921 : Das Indische Grabmal: Der Tiger von Eschnapur de Joe May : MacAllan, un officier anglais
- 1921 : Der Mord ohne Täter de Ewald André Dupont : Redakteur Murphy
- 1921 : Die goldene Kugel de Robert Wüllner
- 1921 : Das Opfer der Ellen Larsen de Paul L. Stein : Gert
- 1921 : Nachtbesuch in der Northernbank de Karl Grune
- 1921 : Die Nacht der Einbrecher de Uwe Jens Krafft
- 1921 : Herzen im Sturm de Peter Paul Felner
- 1921 : Das Indische Grabmal: Die Sendung des Yoghi de Joe May : MacAllan, un officier anglais
- 1921 : Narren der Liebe de Peter Paul Felner
- 1921 : Zirkus des Lebens de Johannes Guter : Francesco
- 1922 : Le Docteur Mabuse (Dr. Mabuse, der Spieler - Ein Bild der Zeit) de Fritz Lang : Edgar Hull
- 1924 : Les Nibelungen : La Mort de Siegfried (Die Nibelungen: Siegfried) de Fritz Lang : Siegfried
- 1925 : Pietro, der Korsar d'Arthur Robison : Pietro
- 1926 : Die Rote Maus de Rudolf Meinert
- 1926 : Die Försterchristel de Frederic Zelnik
- 1926 : In Treue stark de Heinrich Brandt
- 1926 : Kampf der Geschlechter de Heinrich Brandt
- 1926 : Dagfin de Joe May : Dagfin Holberg, ein Skiführer
- 1927 : Schwester Veronica de Gerhard Lamprecht : Karl. Apotheker
- 1927 : Tragödie einer Ehe de Maurice Elvey : Mason
- 1927 : The Queen Was in the Parlour : Sabien Pascal
- 1927 : Der König der Mittelstürmer : Tull Harper
- 1927 : Die Stadt der tausend Freuden
- 1928 : Rêve d'altesse (Die Geliebte seiner Hoheit)
- 1928 : Schneeschuhbanditen : Tom Heiberg, student
- 1929 : La Ville des mille joies
- 1929 : Lockendes Gift
- 1929 : Die Frau im Talar
- 1929 : Sensation im Wintergarten
- 1930 : Eskimo : Jack Norton
- 1931 : Die Försterchristl : Kaiser Josef
- 1931 : Die Nacht ohne Pause : Walter Reimann, Filmregisseur
- 1932 : Strafsache von Geldern
- 1932 : Esquimau (Der Weiße Gott) : Jack Norton
- 1932 : Der Hexer : Inspektor Wenbury
- 1932 : Das Geheimnis um Johann Orth : Kronprinz Rudolf
- 1932 : Marschall Vorwärts : Gneisenau
- 1933 : Der Choral von Leuthen : Herzog Karl von Lothringen
- 1933 : Drei Kaiserjäger : Hans von Roth
- 1934 : In Sachen Timpe
- 1934 : Schloß Hubertus : Franz, Jäger
- 1934 : Jungfrau gegen Mönch : Konrad Leitner
- 1934 : Das Unsterbliche Lied : Lois
- 1934 : Die Frauen vom Tannhof : Hans Aigner, sein Sohn
- 1935 : Der Klosterjäger : Haymo, der Klosterjäger
- 1935 : Ehestreik : Wirt
- 1936 : Der Jäger von Fall : Friedl, Jagdgehilfe
- 1937 : Gordian, der Tyrann : Fürst
- 1937 : Das Schweigen im Walde : Heinz von Ettingen
- 1938 : Narren im Schnee : Dr. Hans Sieck
- 1938 : Frau Sylvelin : Herr von Sollnau
- 1938 : Stärker als die Liebe
- 1939 : Der Edelweißkönig : Ferdl, Holzschnitzer
- 1939 : Waldrausch : Ambros Lutz
- 1940 : La Lune de miel de Beate (Beates Flitterwoche : Baron Hans Georg von Muckenreiter
- 1941 : Der Laufende Berg : Mathes
- 1943 : Die Schwache Stunde
- 1943 : La Guerre des bœufs (Der Ochsenkrieg) : Lampert
- 1943 : Kohlhiesels Töchter : Bertl
- 1944 : Warum lügst Du, Elisabeth? : Lex Brandner, Caretaker at Lärchenhof
- 1948 : Ein Mann gehört ins Haus : Karl Kronthaler
- 1950 : Der Geigenmacher von Mittenwald : Vitus Brandner
- 1951 : Die Alm an der Grenze : Martl Bründl
- 1951 : Die Martinsklause : Sigenot, der Fischer
- 1952 : Die Schöne Tölzerin : Kurfürst
- 1952 : Der Herrgottschnitzer von Ammergau : Baumiller
- 1953 : Der Klosterjäger : Graf Dietwald
- 1954 : Schloß Hubertus : Jäger Honegger
- 1955 : Das Schweigen im Walde : Kersten
- 1956 : Der Jäger von Fall : Dr. Harlander
- 1957 : Maria fille de la forêt : Oberförster
- 1958 : Sag ja, Mutti : Vater Engel
- 1959 : Der Schäfer vom Trutzberg : Herzog Albrecht von Bayern